# Đại quân - Họa nên ái tình
Đại quân (tiếng Hàn: 대군 – 사랑을 그리다; Romaja: Daegoon - Sarangeul Geurida; dịch nghĩa đen: "Đại Quân - Họa Nên Ái Tinh") là một bộ phim truyền hình Hàn Quốc với sự góp mặt của Yoon Shi-yoon, Jin Se-yeon và Joo Sang-wook. Bộ phim được lên sóng trên đài TV Chosun bắt đầu từ 3 tháng 3 năm 2018 vào các ngày Thứ 7 và Chủ nhật lúc 22:50 (KST) với độ dài là 20 tập.
Tên phim còn được một số báo và trang xem phim trực tuyến ở Việt Nam dịch là "Đại thân vương", tuy nhiên đây là một lỗi dịch sai danh hiệu từ bản tiếng Anh.

## Tóm tắt
Bộ phim đặt trong bối cảnh nhà Triều Tiên theo lối giả tưởng, nói về một triều đại nhà Lý Triều Tiên được hư cấu, trong đó có hai vị vương tử cùng tham gia vào một sự ganh đua vì tình yêu của họ đối với cùng một người phụ nữ.
Vương tử Lee Whi (李徽; Lý Huy) - tức Đại quân Eun Sung - là một vương tử đẹp trai và được nhiều phụ nữ ngưỡng mộ. Anh có tài thơ ca và hội họa. Nhưng không giống như anh trai Lee Kang (李江; Lý Giang) - tức Đại quân Jin Yang, Lee Whi lại không hề quan tâm đến việc trở thành nhà vua. Lee Kang, người anh trai, lại rất có tham vọng và mong muốn trở thành quốc vương. Lee Whi và Lee Kang đều yêu Sung Ja-Hyun (成瓷炫; Thành Từ Huyễn), một cô gái xinh đẹp và xuất thân từ một gia đình có thanh thế.
Để có được Ja Hyun, Lee Kang quyết tâm trở thành vua, kể cả có phải giết chết chính vương đệ của mình.

## Diễn viên

### Vai chính
| Diễn viên     | Vai diễn                                         | Giới thiệu |
| ------------- | ------------------------------------------------ | --- |
| Yoon Shi-yoon | Lee Whi (李徽; Lý Huy), tức Eun Sung Đại quân    | Em trai của Lee Kang và đứng thứ ba trong thứ tự thừa kế ngai vàng. Anh được xem là người đủ tiêu chuẩn nhất trong triều đình Joseon. Nhân vật hư cấu dựa trên An Bình Đại quânLý Dung (李瑢). |
| Joo Sang-wook | Lee Kang (李江; Lý Giang), tức Jin Yang Đại quân | Một vương tử đầy tham vọng và luôn thèm khát trở thành một Lee Bang-won tiếp theo. Nhân vật hư cấu được sáng tác dựa trên Tấn Dương Đại quânLý Nhu, tức Triều Tiên Thế Tổ.                     |
| Jin Se-yeon   | Sung Ja-hyun (成瓷炫; Thành Từ Huyễn)            | Một phụ nữ đẹp và thanh lịch, cũng rất hiền lành và sôi nổi. Cô bị cuốn vào một mối tình tay ba giữa hai chàng vương tử.                                                                       |

### Vai phụ

#### Nhân vật xung quanh Lee Whi
| Diễn viên     | Vai diễn                               | Giới thiệu |
| ------------- | -------------------------------------- | --- |
| Son Ji-hyun   | Roo Shi-gae (樓詩介;Lâu Thi Giới)      | Là một người Nữ Chân. Cận vệ của Lee Whi, một người phụ nữ lớn lên trong tự nhiên và có bản năng sinh tồn mạnh mẽ. |
| Yoon Seo      | Jung Seol-hwa (鄭雪花;Trịnh Tuyết Hoa) | Người phụ nữ yêu đơn phương Lee Whi. Sau trở thành bạn của cậu.                                                    |
| Choi Sung-jae | Kim Kwan                               | Cận vệ của Lee Whi.                                                                                                |

#### Nhân vật xung quanh Sung Ja-hyun
| Diễn viên    | Vai diễn                               | Giới thiệu |
| ------------ | -------------------------------------- | --- |
| Lee Ki-young | Sung Wok (成抑;Thành Ức)               | Triều đình Đại đề học, cha của nữ chính Ja-hyun. |
| Kim Mi-kyung | Ahn Juk-san (竹山安氏;Trúc Sơn An thị) | Mẹ của nữ chính Ja-hyun. |
| Han Jae-suk  | Sung Deuk-shik (成得植;Thành Đắc Thực) | Anh trai của Ja-hyun, có một sự yêu mến bí mật với Ggeut-dan. |
| Moon Ji-in   | Ggeut-dan (末端;Mạt Đoan)              | Người hầu gái của Sung Ja-hyun. Mặc dù được sinh ra trong một gia đình đặc biệt, cô quyết định trở thành một người hầu để thoát khỏi những đòi hỏi của gia đình mình. |

#### Nhân vật xung quanh Lee Kang
| Diễn viên     | Vai diễn                                                  | Giới thiệu |
| ------------- | --------------------------------------------------------- | --- |
| Son Byong-ho  | Lee Je, tức Yang An Đại quân (陽安大君;Dương An Đại quân) | Phế Thế tử, ông là anh trai của Quốc vương tiền triều, chú ruột của Lee Kang, Lee Whi và Quốc vương hiện tại. Nhân vật hư cấu, sáng tác dựa trên Nhượng Ninh Đại quân. |
| Ryu Hyo-young | Yoon Na-gyeom (尹娜謙;Doãn Na Khiêm)                      | Vợ của Lee Kang, là một người phụ nữ thèm muốn quyền lực hơn cả tình yêu. Nhân vật dựa trên hình tượng Trinh Hi vương hậu.                                             |
| Choo Soo-hyun | Cho Yo-kyung (楚腰輕;Sở Yêu Khinh)                        | Một người phụ nữ đã hợp sức với Lee Kang để giành lấy tình yêu của Lee Whi.                                                                                            |

#### Khác
| Diễn viên     | Vai diễn           | Giới thiệu                                                                  |
| ------------- | ------------------ | --------------------------------------------------------------------------- |
| Song Jae-hee  | Quốc vương         | Dựa trên Triều Tiên Văn Tông. Là anh cả của Lee Whi và Lee Kang.            |
| Yang Mi-kyung | Đại phi Thẩm thị   | Mẹ ruột của Quốc vương và Lee Whi, Lee Kang. Dựa trên Chiêu Hiến vương hậu. |
| Oh Seung-ah   | Hiếu tần Kim thị   | Em gái của Kim Gwan, và phi tần của Quốc vương.                             |
| Shin Yi       | Nữ quan Trương thị | Người chăm sóc các vương tử.                                                |

## Sản xuất
Buổi đọc kịch bản đầu tiên được tổ chức vào ngày 23 tháng 11 năm 2017 tại TV Chosun Studio.

## Nhạc phim

### OST Phần 1
| STT              | Nhan đề                            | Phổ lời          | Phổ nhạc         | Thể hiện         | Thời lượng |
| ---------------- | ---------------------------------- | ---------------- | ---------------- | ---------------- | ---------- |
| 1.               | "Follow the Road" (이렇게 길 따라) | Kim I-na         | Yoon Il-sang     | Kim Yeon-ji      | 4:19       |
| 2.               | "Follow the Road" (Inst.)          |                  | Yoon Il-sang     |                  | 4:19       |
| Tổng thời lượng: | Tổng thời lượng:                   | Tổng thời lượng: | Tổng thời lượng: | Tổng thời lượng: | 8:38       |

### OST Phần 2
| STT              | Nhan đề                            | Phổ lời                | Phổ nhạc         | Thể hiện         | Thời lượng |
| ---------------- | ---------------------------------- | ---------------------- | ---------------- | ---------------- | ---------- |
| 1.               | "Love Is So Mean" (사랑 참 못됐다) | Shin In-soo Lee Da-won | Shin In-soo      | Son Seung-yeon   | 4:25       |
| 2.               | "Love Is So Mean" (Inst.)          |                        | Shin In-soo      |                  | 4:25       |
| Tổng thời lượng: | Tổng thời lượng:                   | Tổng thời lượng:       | Tổng thời lượng: | Tổng thời lượng: | 8:50       |

## Tỷ suất lượt xem
- Số màu xanh: tỷ suất thấp nhất và số màu đỏ: tỷ suất cao nhất.
- K: không được xếp hạng trong top 10 chương trình hàng ngày vào ngày đó.

| Tập        | Ngày phát sóng | Tỷ lệ khán giả trung bình | Tỷ lệ khán giả trung bình | Tỷ lệ khán giả trung bình |
| Tập        | Ngày phát sóng | AGB Nielsen               | AGB Nielsen               | TNmS                      |
| Tập        | Ngày phát sóng | Toàn quốc                 | Seoul                     | TNmS                      |
| ---------- | -------------- | ------------------------- | ------------------------- | ------------------------- |
| 1          | 3/3/2018       | 2,519%                    | 2,619%                    | 1,8%                      |
| 2          | 4/3/2018       | 3,058%                    | 3,288%                    | 2,5%                      |
| 3          | 10/3/2018      | 1,994%                    | 3,0%                      | 2,2%                      |
| 4          | 11/3/2018      | 2,042%                    | 3,2%                      | 2,0%                      |
| 5          | 17/3/2018      | 1,961%                    | K                         | 1,5%                      |
| 6          | 18/3/2018      | 1,468%                    | K                         | 1,8%                      |
| 7          | 24/3/2018      | 1,748%                    | K                         | 1,7%                      |
| 8          | 25/3/2018      | 2,634%                    | 2,607%                    | 2,7%                      |
| 9          | 31/3/2018      |                           |                           |                           |
| 10         | 1/4/2018       |                           |                           |                           |
| 11         | 7/4/2018       |                           |                           |                           |
| 12         | 8/4/2018       |                           |                           |                           |
| 13         | 14/4/2018      |                           |                           |                           |
| 14         | 15/4/2018      |                           |                           |                           |
| 15         | 21/4/ 2018     |                           |                           |                           |
| 16         | 22/4/2018      |                           |                           |                           |
| 17         | 28/4/2018      |                           |                           |                           |
| 18         | 29/4/2018      |                           |                           |                           |
| 19         | 5/5/2018       |                           |                           |                           |
| 20         | 6/5/2018       |                           |                           |                           |
| Trung bình | Trung bình     | %                         | %                         | %                         |

- Bộ phim này chiếu trên kênh truyền hình cáp/truyền hình trả tiền nên thường có lượng người xem tương đối nhỏ so với các kênh truyền hình miễn phí/đài phát sóng công cộng  (KBS, SBS, MBC và EBS).

## Phát sóng quốc tế
Bộ phim được phát hành độc quyền trên nền tảng xem phim trực tuyến iflix với nhiều phụ đề như Indonesia, Myanmar, Khmer, Thái Lan, Sri Lanka và Việt Nam.